# Batalla de Tewkesbury
La Batalla de Tewkesbury en Gloucestershire, la cual tuvo lugar el 4 de mayo de 1471, completaba una fase de la llamada guerra de las Dos Rosas. Supuso el fin, de forma temporal, a las pretensiones de la Casa de Lancaster de ascender al trono de Inglaterra. A esta batalla le siguieron catorce años de paz, hasta la llegada de Enrique Tudor, que zanjaría el problema entre las dos dinastías definitivamente.

## Antecedentes
Poco antes de la batalla, el rey Enrique VI, perteneciente a la casa de Lancaster y mentalmente inestable, había sido depuesto por segunda vez por su rival, Eduardo IV, perteneciente a la Casa de York, quien, a lo largo de su carrera militar, nunca fue derrotado en batalla. Que Enrique VI fuera depuesto fue debido a la interferencia de Ricardo Neville, conde de Warwick, apodado "El Hacedor de Reyes", quien primero había apoyado a Eduardo IV y, debido a desavenencias con éste, posteriormente prestó su ayuda a Enrique VI. Warwick ya había fallecido (murió en la batalla de Barnet, que tuvo lugar tres semanas antes) y el resto de las fuerzas de los Lancaster estaban lideradas por Margarita de Anjou, reina consorte de Enrique VI, y su hijo de diecisiete años, Eduardo de Westminster, príncipe de Gales. 
Margarita, que había desembarcado en Inglaterra tras la impactante noticia de la derrota de Warwick, pudo reunir sus fuerzas con las de su aliado, Jasper Tudor (tío de Enrique Tudor y medio hermano de Enrique VI) y pensaba que tenía una oportunidad contra el ejército del rey Eduardo IV. Su única esperanza consistía en cruzar el río Severn en Gloucester pero, este acceso fue denegado por el gobernador de la villa y del castillo, el yorkista sir Richard Beauchamp.

## El final de la Familia Real de Lancaster
Margarita dependía fuertemente del duque de Somerset, Edmundo Beaufort, el único comandante experimentado que quedaba en sus filas. Sin embargo, su habilidad militar no era comparable con la del rey. El bando real era superior en artillería y, Edmundo, desplegándose en un terreno rodeado de setos y bosque, calculó mal su posición, facilitando que el hermano menor del rey, Ricardo, duque de Gloucester (el que más tarde se convertiría en Ricardo III), pudiese atacar su flanco. En un despliegue de habilidad táctica, el rey Eduardo IV posicionó un grupo de aproximadamente doscientos lanceros con el propósito de realizar una emboscada a la retaguardia de los Lancaster. El pánico se apoderó del bando de los Lancaster que se batía en retirada. 
El duque de Somerset, presuntamente, mató a uno de sus propios comandantes, Lord Wenlock, por su fatal falta de iniciativa o por posible traición. Algunos sostienen que Wenlock sobrevivió y que el bando real le dejó libre; Wenlock, antes de la rebelión de Warwick, había sido un capitán de gran prestigio leal a los York. Algunos huyeron a la cercana abadía de Tewkesbury, donde se cree que fueron perseguidos. Una de las bajas fue el príncipe de Gales, Eduardo de Westminster aunque si su muerte se produjo en batalla o fue ejecutado tras ella, no está claro. Se trata del único príncipe de Gales fallecido en batalla. 
Poco después de haber finalizado la lucha, todos los comandantes del bando "lancasteriano", incluido Edmundo, fueron ejecutados, siendo la reina Margarita y su nuera, Ana Neville, apresadas.
Por su parte, el rey Enrique VI, preso en la Torre de Londres, fue asesinado pocos días después.

## Recreación
Todos los años, en la segunda semana de julio, la batalla se recrea durante el Festival Medieval de Tewkesbury. Este evento ya lleva veintidós ediciones, siendo el mayor de sus características en Europa y atrayendo a numerosos entusiastas de todo el mundo.